# Liberated: The New Sexual Revolution
Liberated: The New Sexual Revolution ist eine Dokumentation von Benjamin Nolot und feierte auf dem Newport Beach International Film Festival am 22. April 2017 seine Premiere.

## Handlung
Liberated: The New Sexual Revolution ist eine Dokumentation über die moderne Hookup-Kultur. Die Doku begleitet Collegestudenten während des Spring Breaks.

## Rezeption
Liberated: The New Sexual Revolution wurde von der Presse gemischt aufgenommen.

“The Horrifying attitudes of youth culture and the shocking way today’s university men use women like sex toys are exposed in new no-holds-barred documentary, Liberated: The New Sexual Revolution.”